# Трейд-маркетинг
Трейд-ма́ркетинг (торговий маркетинг, trade-маркетинг) — один з напрямків маркетингу. Трейд-маркетинг — це комплекс знань і дій, спрямованих на збільшення попиту на рівні гуртової та роздрібної торгівлі, тобто маркетингові комунікації та інші заходи здійснюються безпосередньо в місцях продажу і мережах дистрибюції.

## Інструменти трейд-маркетингу
- POS-матеріали (оформлення місць продажу, реклама виробів, яка працює в місцях продажів: воблери, шелфтокери, цінники, стопери, постери, бирки, календарі, брелоки, і будь-які інші сувенірні предмети з логотипами товарів), які інформують покупця про товар і служать для залучення його уваги.
- мотиваційні акції (стимулювання призами або грошовим еквівалентом, співробітників (закупників товару в гуртовому каналі, торгових команд, які розповсюджують продукцію в торгові точки, продавців і закупників торгових точок) різних компаній, що входять в збутову ланцюжок, через який йде продукт до кінцевого споживача)
- акції, спрямовані на збільшення обсягу закупівлі (купи Х одиниць продукції-отримай 1 одиницю продукції безкоштовно, як стимулювання)
- акції, спрямовані на збільшення ширини продуктової лінійки певного виробника в торговій точці (чим більший асортимент продукції певного виробника пропонує торгова точка, тим кращі умови роботи для торговельної точки надає виробник (знижки, збільшення дебіторки, безкоштовний продукт, туристичні путівки, «Подарунковими сертифікатами» мережевих магазинів тощо.))
- акції спрямовані на зменшення простроченої дебіторської заборгованості (якщо «продавець» вчасно платить «постачальнику», то «постачальник» всілякими способами «мотивує» «продавця»)
- акції, зі збільшення активної клієнтської бази (стимулюється торгова команда, розповсюджує продукт виробника, за те, що продає його в як можна більшу кількість торгових точок)
- акції, зі збільшення валового обсягу продажів або виручки («постачальник» мотивує різними методиками «посередників» між собою і кінцевим споживачем, зазвичай «постачальник»-це одне комерційне підприємство, а «посередники» — персонал інших комерційних підприємств)

## Розбіжності в трейд-маркетингу
Частина фахівців, які дотримуються «класичного визначення трейд-маркетингу», вважає, що сфера торговельного маркетингу обмежується «товаропровідної ланцюжком» «постачальник» — «кінцева точка продажів» і сфера обов'язків трейд-маркетолога обмежується роботою з показниками «активна клієнтська база», «Ширина продуктової лінійки в торгових точках» і «товарний запас в торгових точках».
Частина маркетологів, які займаються BTL, вважають, що сфера трейд-маркетингу не обмежується стимулюванням товаропровідного шляху, а полягає у стимулюванні кінцевого споживача (а як відомо, робота з кінцевим споживачем — вотчина бренд-менеджерів) різними промо активностями.

## Причина розбіжностей
Причина розбіжностей криється у побудові бізнес-схем на підприємствах, де, з метою економії бюджету штатної одиниці займається стимулюванням продажів у товаропровідних ланцюгах, ставиться в обов'язок займатися і кінцевим споживачем, так як бренд-менеджера наймати на роботу невигідно для підприємства. Досить часто, зустрічаються схеми, коли на підприємствах працюють та бренд-менеджер і трейд-маркетолог, при цьому бренд-менеджер, займається «цікавими і не складними» речами, такими, як створення стратегій, проведення виставок та іншим, а на частку трейд-маркетолога випадає саме «складне і нецікаве»: POS-матеріали, проведення промо акцій, дегустацій та інших комунікацій з кінцевими споживачами продукту, якими з тих чи інших причин, не займається бренд-менеджер

## Поточна ситуація
Багато роботодавців починають розуміти, що ефективніше мати гарного фахівця, що «працює» з кінцевим споживачем і хорошого спеціаліста з мотивації товаропровідного шляху, ніж мати одного фахівця, який «і жнець і швець, і на дуді грець»
Поточна тенденція торговельного маркетингу — це фокус на даних клієнтів. Згідно з дослідженням, проведеним Deloitte у 2016 році, цифровий досвід та взаємодії впливають на витрати клієнтів. Ця тенденція помічена роздрібними торговцями, і це вплинуло на їх стратегії. Роздрібні торговці зосереджують свої зусилля на маркетинговій діяльності електронної пошти, мобільних та соціальних медіа, щоб забезпечити персоналізований досвід споживачів. Тому маркетологи повинні створювати всебічні стратегії торговельного маркетингу, які базуватимуться на даних клієнтів, спрямованих також на доставку персоналізованого досвіду клієнтів, які впливають на продаж та покупку поведінки.